# Varga-Damm Andrea
Varga-Damm Andrea (Veszprém, 1966. augusztus 30. –) magyar ügyvéd, bankszakjogász, adótanácsadó, kizárásáig a Jobbik politikusa, 2018–2022 között országgyűlési képviselő.

## Tanulmányai
1984-ben érettségizett a kaposvári Táncsics Mihály Gimnáziumban. 1989-ben az Eötvös Loránd Tudományegyetem Állam- és Jogtudományi Karán állam- és jogtudományi diplomát szerzett. 1989-től 1991-ig a Pesti Központi Kerületi Bíróságon volt fogalmazó. 1991-ben ügyvédjelölt lett. 1991-ben adótanácsadói végzettséget szerzett. 1992-ben eredményesen abszolválta a jogi szakvizsgát, s ettől az évtől lett ügyvéd. 2004 és 2006 között végezte az Eötvös Loránd Tudományegyetem Jogi Továbbképző Intézetének bankszakjogász képzését, amelyben abszolvált. 2006-ban kizárták a Budapesti Ügyvédi Kamarából.
Német és angol nyelveken társalgási szinten beszél.

## Szakmai életútja
Jogi képviseleti munkája mellett nagy hangsúlyt helyezett a társadalom jogtudatosságának fejlesztésére. 1997-től állandó jogi szakértője volt a megindult kereskedelmi televíziók közéleti magazin műsorainak, s a közszolgálati televízió hírműsorainak. 2003-ban a TV2 "Katalin bírónő" című ismeretterjesztő, játékos napi televíziós sorozatának 16 részében szerepelt. 
2011-ben, amikor elkezdődött a 2004-től folyt devizahitelezés törlesztései elnehezülésének folyamata a forint gyengülése miatt, tanulmányt készített azért, hogy a döntéshozókat – a jogintézmény jogrendszeri hibáinak bemutatásával – motiválja ezen ügyletfajta kormányzati beavatkozására a károk elhárítása érdekében. Számos törvényjavaslatot készített, s közéleti eszközökkel igyekezett a károsultaknak segítséget nyújtani. Ezzel országos ismertségre tett szert. A 2018. április 8-i országgyűlési választás eredményeként bekerült az Országgyűlésbe.
2010. június 1-től, a második Orbán-kormány megalakulásakor a Honvédelmi Minisztériumban miniszteri főtanácsadó lett. 2011-ben az újként alakult Budapesti Közlekedési Központ szervezeti felépítésének jogi munkáiban dolgozott. 2012-ben a Magyar Olimpiai Bizottság gazdasági igazgatója volt az új sportfinanszírozás megvalósításának elősegítésére.

## Politikai pályafutása
A 2015. február 22-i Veszprém megye 1. számú egyéni választókerületében megtartott időközi országgyűlési képviselő választáson indult a Jobbik képviselőjelöltként: 4642 szavazattal 14,1%-os eredményt ért el. A 2018. április 8-án megtartott választáson Veszprém megye 1. számú egyéni országgyűlési választókerületében indult képviselőjelöltként, s 7054 szavazattal 13,27%-ot ért el. A Jobbik Magyarországért Mozgalom országos listáján az 5. helyen szerepelt, így országos listás mandátumot szerzett az Országgyűlésben. 2018. május 8-ától a Jobbik Magyarországért Mozgalom országgyűlési képviselője volt. 2018. május 8-tól 2019. május 27-ig az Országgyűlés Költségvetési bizottságának tagja volt. 2019. május 27-től 2020. május 18-ig az Országgyűlés Honvédelmi és rendészeti bizottságának alelnöke volt. 2018. május 8. óta tagja az Országgyűlés Igazságügyi bizottságának, s elnöke az Igazságügyi Bizottság ellenőrző albizottságának.
Miután a Jobbik frakciója Varga-Damm javaslatára megszavazott egy salátatörvényt, ami felhatalmazta a Nemzetbiztonsági Szakszolgálatot korlátlanul megfigyelhessen magyar állampolgárokat, valamint a rendőrség 20 évig megtarthassa az ártatlanul meggyanúsítottak adatait, 2020. május 27-én kilépett a Jobbik parlamenti frakciójából, majd júliusban a párt kizárta soraiból.

### Saját párt alapítása
2021. május 21-én Varga-Damm Andrea megalapította a ReforMerek pártot. 2021. december 16-án a ReforMerek politikusai bejelentették, hogy a 2022-es országgyűlési választáson Varga-Damm Andrea lesz a párt miniszterelnök-jelöltje. 2022. február 23-án azonban Varga-Damm bejelentette, hogy mégsem indulnak a választáson.